# László Budai
László Budai (Budapest, 19 de juliol de 1928 - 2 de juliol de 1983), també conegut com a László Bednarik, o Budai II, fou un futbolista hongarès de la dècada de 1950 i entrenador.
Fou internacional amb la selecció d'Hongria, amb la qual guanyà els Jocs Olímpics de 1952 i Campionat d'Europa Central el de 1953. També disputà la Copa del Món de futbol de 1954 i la de 1958. Formà part de l'equip conegut com els poderosos magiars. Pel que fa a clubs, destacà a Ferencvárosi TC i Honvéd.

## Palmarès
Hongria
- Medalla d'or als Jocs Olímpics de 1952
- Campionat d'Europa Central: 1953
- Finalista de la Copa del Món de Futbol: 1954

Ferencváros TC
- Lliga hongaresa de futbol: 1
  - 1949

Honvéd FC
- Lliga hongaresa de futbol: 3
  - 1952, 1954, 1955
- Copa Mitropa: 1
  - 1959